# Giovanni Rugolo
Giovanni Rugolo (Reggio Calabria, 1º settembre 1981) è un ex cestista italiano, di ruolo guardia.

## Carriera
Ha giocato 29 partite in Serie A con la Viola Reggio Calabria.